# Phaea tricolor
Phaea tricolor är en skalbaggsart som beskrevs av Bates 1881. Phaea tricolor ingår i släktet Phaea och familjen långhorningar.
Artens utbredningsområde är Guatemala. Inga underarter finns listade i Catalogue of Life.